# Municipio de Williamson
El municipio de Williamson (en inglés: Williamson Township) es un municipio ubicado en el  condado de Scotland en el estado estadounidense de Carolina del Norte. En el año 2010 tenía una población de 7.683 habitantes.

## Geografía
El municipio de Williamson se encuentra ubicado en las coordenadas 34°47′41.89″N 79°34′48.9″O / 34.7949694, -79.580250.